# Hejőszalonta
Hejőszalonta là một thị trấn thuộc hạt Borsod-Abaúj-Zemplén, Hungary. Thị trấn này có diện tích 10,97 km², dân số năm 2010 là 836 người, mật độ 76 người/km².